# Wojskowe Centrum Edukacji Obywatelskiej
Wojskowe Centrum Edukacji Obywatelskiej im. płk. dypl. Mariana Porwita (WCEO) – instytucja edukacyjna zajmująca się działalnością edukacyjną związaną z dziejami Wojska Polskiego.
1 stycznia 2010 roku w wyniku połączenia Wojskowego Biura Badań Historycznych oraz Wojskowego Biura Badań Społecznych z Domem Żołnierza Polskiego, rozpoczęło swoją działalność Wojskowe Centrum Edukacji Obywatelskiej (WCEO). Placówka realizuje działalność edukacyjną w trzech obszarach:
- kursy w ramach „Systemu doskonalenia zawodowego żołnierzy zawodowych SZ RP”
- przedsięwzięcia szkoleniowe dla kadry i pracowników wojska
- działalność edukacyjna i wychowawcza adresowana do społecznego otoczenia wojska

Od czerwca 2007 do października 2012 dyrektorem WCEO był Radomir Korsak, a następnie do maja 2017 r. była dr hab Aleksandra Skrabacz. W latach 2017–2018 dyrektorem był płk Artur Gałecki. Od grudnia 2018 r. do stycznia 2020 r. dyrektorem WCEO była Anna Plakwicz. Od 5 lutego 2020 r. cz.p.o. dyrektorem WCEO jest płk Anna Kania.
Placówka wydaje rocznik „Kronika Wojska Polskiego”.
W 2024 uhonorowane Medalem „Milito Pro Christo”.

Insygnia
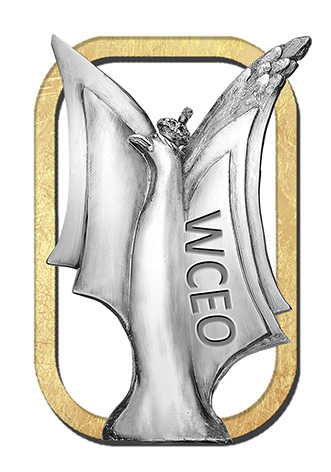
Odznaka pamiątkowa (od 2015)
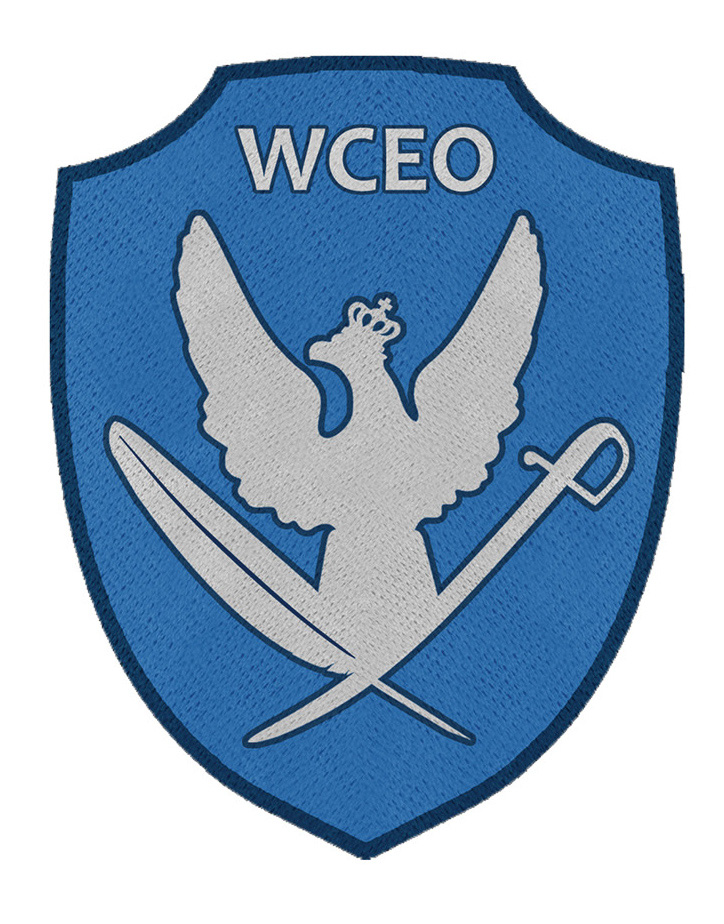
Oznaka rozpoznawcza na mundur wyjściowy (od 2015)
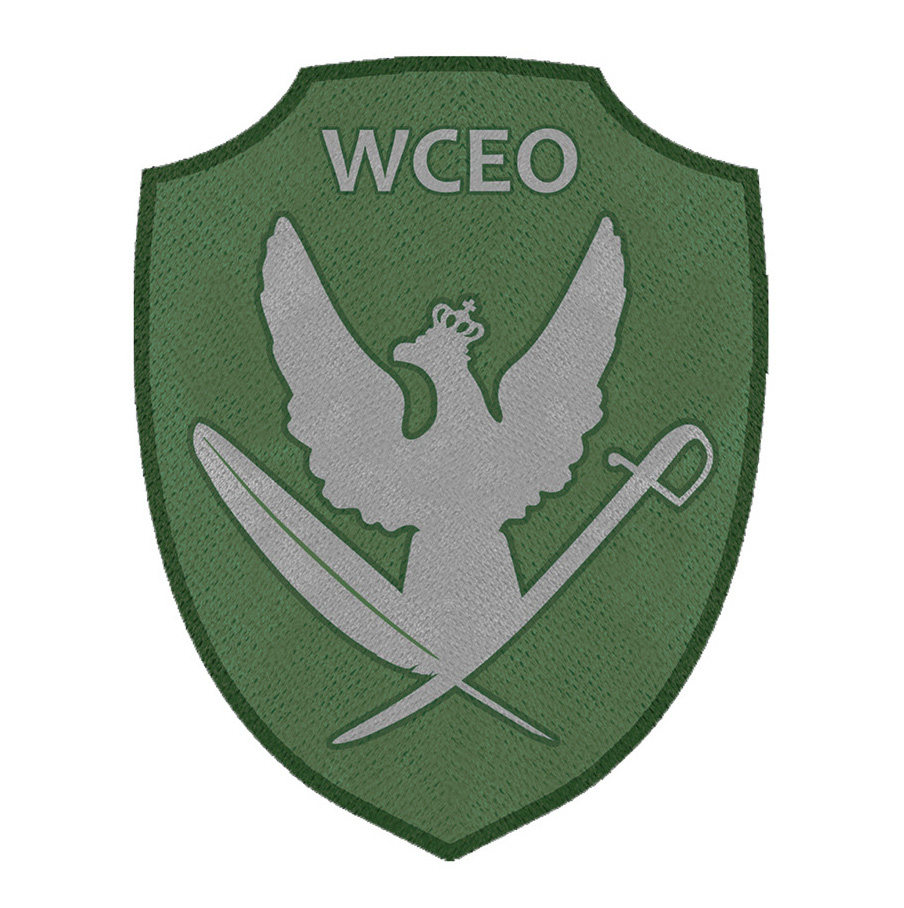
Oznaka rozpoznawcza na mundur polowy (od 2015)
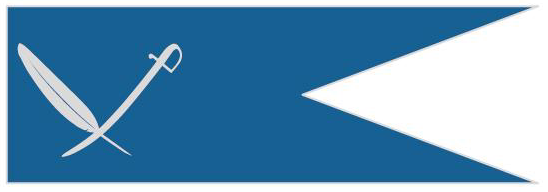
Proporczyk na beret (od 2020)